# Tombaugh-Kliffs
Die Tombaugh-Kliffs sind eisfreie Felsenkliffs an der Ostküste der westantarktischen Alexander-I.-Insel. Sie ragen an der Nordflanke der Mündung des Pluto-Gletschers in den George-VI-Sund auf.
Luftaufnahmen entstanden bei der US-amerikanischen Ronne Antarctic Research Expedition (1947–1948). Der Falkland Islands Dependencies Survey nahm zwischen 1948 und 1950 Vermessungen vor. Das UK Antarctic Place-Names Committee benannte die Kliffs 1974 nach dem US-amerikanischen Astronomen Clyde Tombaugh (1906–1997), der 1930 den (Zwerg-)Planeten Pluto entdeckt hatte, Namensgeber des benachbarten Gletschers.